# Adocia
Adocia est une entreprise de biotechnologie spécialisée dans le développement de formulations de protéines thérapeutiques destinées au traitement du diabète.
Adocia est cotée à la bourse de Paris.

## Histoire
La société a été créée en 2005.
En août 2019 Adocia et Eli Lilly se voient imposés par un tribunal arbitral de mettre fin au litige qui les opposait depuis la rupture par le laboratoire américain d'un partenariat pour développer un traitement du diabète conçu par la biotech lyonnaise. Les demandes des deux parties ont en effet été rejetées. Adocia réclamait jusqu'à 1,3 milliard de dollars.

## Activités
La société a mis au point une combinaison injectable d'insuline et de pramlintide (un analogue de l'amyline), qui a fait l'objet de tests cliniques satisfaisants de phase I.
- Elle mène avec l'INSERM-Lille un projet de greffe de cellules prélevées sur le pancréas d'un donneur et préalablement protégées dans une matrice hydrogel afin d'éviter la dégradation par l'attaque immunitaire du receveur. Ce procédé a fait l'objet d'un dépôt de brevet début janvier 2021[4].

## Actionnaires
Liste des principaux actionnaires  Mars 2024
| Nom                           | %     |
| Flottant                      | 69.0% |
| Gérard Soula et famille Soula | 12.8% |
| Vester Finance                | 10.7% |
| BPIFrance Investissement      | 4.8%  |
| Sham                          | 2.2%  |
| Oreo                          | 0.3%  |
| Viveris                       | 0.2%  |